# 嘉靖中兴

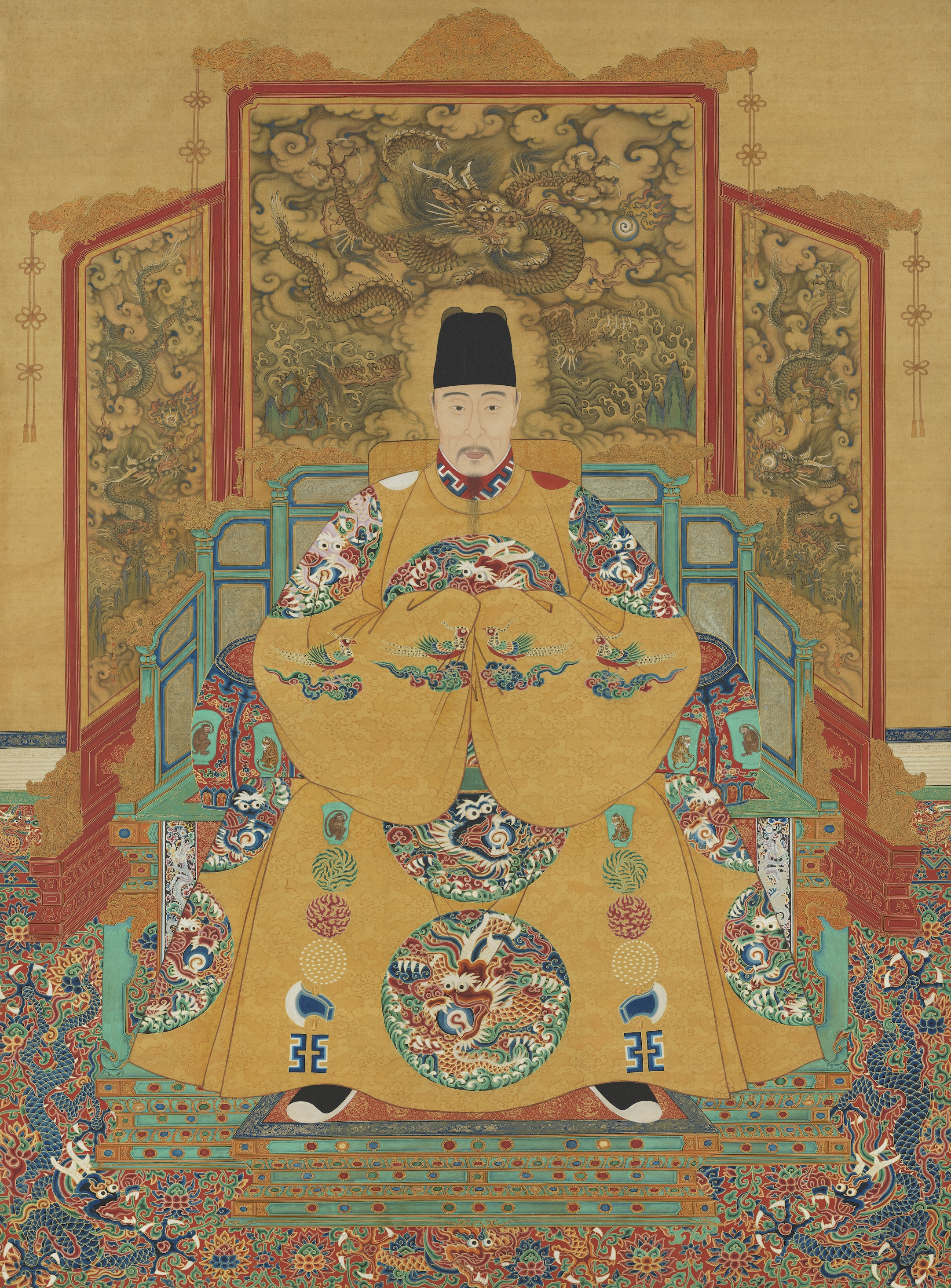
明世宗嘉靖帝画像

嘉靖中兴又称嘉靖之治、嘉靖革新、嘉靖新政，是指在明嘉靖帝統治前期出现的改革与中兴局面。
嘉靖帝登基後效法明太祖和明成祖的治国手段推行“新政”，政治上英明苛察，严以驭官，整顿朝纲，大赦天下，严禁宦官干预朝政，集异纳谏，勤于政务，完善科举制度；经济上宽以治民、减轻赋役，勘查皇室庄园和勋戚庄园，把耕地还于老百姓，同时还鼓励耕织，减轻租银，重新整顿赋役，赈济灾荒，体恤民情；军事上，正视哈密问题，大力提拔将才征剿倭寇，清除外患，整顿边防，以解除边疆危机。可以称得上是位有作为的皇帝。清修《明史》评价他是“中材之主”。

## 背景
正德十六年（1521年）明武宗去世，無子嗣，所以皇太后和内阁首辅杨廷和决定，从最近支的皇室寻找继承人，遂以“兄終弟及”的原则立明武宗的堂弟朱厚熜弟为帝，次年改年号为「嘉靖」。

## 措施

### 政治
作家张嵚認為，明朝自明仁宗丶明宣宗以來（由永樂時期萌芽和出現，仁宣時期遂漸成形），最高的权力就形成了三角体制，皇帝之下还有以文官集团和宦官集团。特别是文官集团，随着内阁制度的成熟，不但话语权越来越大而且对皇权形成制约。而言官的势力也是水涨船高。
嘉靖帝即位后，先是打压宦官集团，严禁宦官干政，削弱司礼监实权，使其形成摆设，各地镇守太监也被召回裁撤。对于文官集团，嘉靖帝通过大礼仪之争为其父母争名，加强皇权，打击文官势力，迅速摆脱了杨廷和的控制。重新建立了嘉靖初期政坛新的人事格局。这是自永乐帝以后明朝历史上最彻底的一次君臣更迭，为嘉靖革新确立了有力的组织保障，形成了推行全面革新的政治条件，嘉靖帝为了否定守成君主的败政行为，他全力维护洪武祖制的神圣性，而效法祖制的做法较好地解决了革新与继承之间的关系，确保了改革的顺利进行。
整顿翰林院各项积弊，为了提高内阁大学士的行政能力，让内阁有了密奏专权，看似是权力提升，但几任内阁大臣都被他牢牢的捏在手里。嘉靖帝还调解朝廷中不同的各方势力，由着大臣之间相互制衡，根据利益需要搭把手。同时打破重内轻外的观念，激发地方官员的进取之心；整饬言路，实现对百官的有效监督，裁革冗滥，以减轻财政负担。
嘉靖帝认为外戚为害天下。他又和张璁、方献夫在革除外戚世封的问题上达到了共识，下令永远废除此制。
然而台灣政治大學歷史學博士尤淑君指出，嘉靖年間的「左順門事件」，不但杖打了一百三十四名大臣，還杖死了十七名大臣，到了嘉靖後期，死於廷杖的大臣越來越多，史載「公卿之辱，前此未有」 ，「杖殺朝士，倍蓰前代」。可見明代皇帝一方面仰賴朝廷正式的監察系統及皇家私屬的內侍系統——宦官及錦衣衛，竭力防範大臣結黨，禁止朝臣私下評議政事，最後甚至不惜犧牲官員的生命，以求朝廷內部不致形成有能力威脅君主的團體:238-239。
成都大學歷史學教授譚平指出，明朝內閣及其大學士們的權位升降起伏很大，但總體來說與前朝宰相完全不可相提並論。在很多情況下，大學士們承擔著難以言諭的壓力和精神折磨。如萬曆年間入閣的性格剛直、勇於直諫的名相陳于陛眼見昏君以嚴重的對抗和鎮壓的心理堅決拒諫，國事沉淪，自己又無力回天，於是「憂形於色」，「在直廬數太息視日影」，兩年後去世。曾一人獨撐內閣七年，期間為增閣臣連續上疏100多道都被置之不理的葉向高在總結明朝閣臣地位的尷尬時說：「臣常念祖宗設立閣臣，不過文學侍從，而其重亦止於票擬。其委任權力與前代之宰相絕不相同。夫以無權之官，而欲強做有權之事，則勢故必敗；以有權之事，而必責於無權之官，其望更難酬，此所以閣臣從來無完名也。抑亦所居之地使之然哉！」明代政治舞台上官員們面臨的政治生態更複雜和更難以適應。比較而言，不會去堅持操守的庸官和貪官在復雜多變的政治生態中比清官能吏適應力更強，這也能從一個方面解釋為什麼明代總是要虐待和殘害功臣。
「大禮議」加強了皇權專制，促成了嘉靖帝剛愎自用的政治作風，嘉靖帝變得一意孤行，不合其心意的大臣皆會下獄受廷仗之罰，又中斷了楊廷和在明武宗去世之後推行的政治和經濟改革，並且使朝廷官員看到奉迎君主所帶來的好處，導致明朝官員中諂媚之風盛行，明朝政治風氣愈發頹廢。

### 经济
经济上嘉靖帝限革庄田，以遏制土地兼并狂潮；推行新的赋税制度，以减轻民众负担。
嘉靖帝执政的前半段，国家财政稳定，储备充足，商品经济发达，每年富余白银就多达五百多万，粮草够支用十余年，民间经济也富庶东南商品经济蓬勃发展。而且从嘉靖四年（1525年）起，明朝宣课司正式改白银收税。此举的结果就是白银正式成为法定货币，经济意义重大。

### 军事

#### 南倭北虏
嘉靖帝执政时期，一个重要特点就是战争极多。南方的倭寇还有北方的鞑靼部落，每年轮流骚扰大明边境，史称「南倭北虏」之患。
明政府實施的海禁政策和朝貢貿易，不僅造成中日間走私貿易之盛行，並且在倭寇來華劫掠的問題上形成推波助瀾的作用。1523年（嘉靖二年）發生寧波之亂，明政府罷設市舶司，中斷了中日的貨貿管道，明政府嚴格執行海禁，不僅讓先前走私愈為猖獗，連帶地讓倭患的問題變得嚴重，此時明政府兵備廢弛嚴重，導致走私愈演愈烈，最後情勢完全地失控，演變成為害中國東南沿海多年的倭寇之亂。
嘉靖時期，由於政治日趨腐敗，加以政策上的失誤，海防設施失去應有的功能。衛所形同虛設，不堪一擊，據《大明會典》記載：「嘉靖十七年，令鎮守內臣，原不繫太祖定制，次第裁革，十八年盡數取回」，而《明史》記載當時海防情況是：「造承平久、船敝伍虛；及遇警，乃募漁船，以資哨守；兵非素練，船非專業，見寇泊主，輒望見逃匿。而上又無統率御之，以故賊帆所指，無不殘破。 」。 1546年（嘉靖二十五年），嘉靖帝积极调兵遣将，集结精锐部队到东南，多次重击倭寇，很快鍛鍊出许多善打硬仗的部队。在嘉靖帝执政的最後二十年里，东南抗倭战局，在戚继光和俞大猷、谭纶等这些将士浴血奋战下，终于扭转了战局，并最终于1566年（嘉靖四十五年），随着最后一股倭寇团伙在安南（越南）万桥山被歼灭，肆虐大明多年的倭寇之患，终于彻底肃清。
北方在马芳等人的镇守下，多次挫败鞑靼部落的侵扰，边防形势大大改观。

#### 對葡政策
1511年（正德六年），葡萄牙人灭掉了马来王国，在当地建立殖民据点，从此控制了马六甲航线，也逐渐瞄准隔海相望的明朝。
1513年（正德八年），葡萄牙舰队第一次抵达中国沿海，依靠在珠江海面，要求上岸进行贸易。但是遭到当地官员的拒绝后，随即占领了珠江对面的屯门岛，在岛上建筑工事，并刻石碑宣示葡萄牙主权，长期滞留在广东一带。同时还派遣使者拜访正德帝会。后来嘉靖帝即位，登基仅三天的嘉靖帝就收到了马来王国王子的诉状请求大明帮其复国，嘉靖帝还收到官员的奏折，说葡萄牙人久滞不去，引起了嘉靖帝的警觉。正德十六年（1521年）嘉靖帝下旨，命广东官员驱逐葡萄牙人。葡萄牙人在屯门岛海面集结舰队，负隅顽抗，史稱屯门海战。
明朝政府诏令东南沿海各省水师「遇佛郎机船可立毁之，遇佛郎机人可立杀」。1548年（嘉靖二十七年），浙江巡撫朱紈派都指揮盧鏜率兵進攻雙嶼港當時葡萄牙人的根據地雙嶼港，結果雙嶼港被毀，葡萄牙人出逃，其後一直侵擾浙江和福建沿海。到了1553年（嘉靖三十二年），明朝政府讓葡萄牙人定居澳門，並獲准前往廣州從事貿易活動。

### 文化
对于文化和教育方面，嘉靖帝即位后马上整肃科举制度，来确保选举的良性发展；倡行三途并用，激励士气；整顿学政，来强化学校的教育功能。
同时嘉靖帝十分重视《永乐大典》一书，由于宫中意外失火，他命人重新抄录副本，副本一直到隆庆元年（1567年）才宣告完成，与永乐正本的格式、装帧完全一致。永乐时期正本移放到文渊阁，明亡之后下落不明。而眼下能看到的都是嘉靖时期的副本。
张嵚認為，嘉靖帝在位时期意义最深远的无疑是文化成就，《三国演义》和《水浒传》两部名著得以刊刻发行，《西游记》和《金瓶梅》也在这一时期问世，阳明心学广为传播，流派纵横，此外戏曲绘画乃至科学领域都是巨匠云集。李时珍、李开先、徐文长等一长串姓名，见证了这是自由开放的文化盛世。
但同時嘉靖帝在位時，也是明朝文字獄比較多的時期，例如吳廷舉案、山東鄉試案、迎駕詩案、萬壽字案、李默案等，因此嘉靖時期文化上是否自由開放也有商榷餘地。
歷史學家余英時指出，「直言極諫」是一個十分重要的價值，因此雖以明代皇權的專橫，試官出題還不免有故意引發舉子直率批評朝政的事件。嘉靖二十二年（1543），山東鄉試，主試官葉經用《論語》出題：「無為而治者，其舜也與！夫何為哉，恭己正南面而已矣！」有一名考生答曰：「繼體之君未嘗無可承之法；但德非至聖，未免作聰明以亂舊章。」嘉靖帝以為是譏諷他的話，結果試官與考生都受廷杖而死。

## 社会
由於商品經濟的發展與擴大，嘉靖以後的社會風氣侈蹺，日甚一日，侈蹺之風盛行，消費增加，提供人民更多就業機會，促進商品經濟的發達。侈靡之風的盛行又影響了明末社會秩序的安定，對「貴賤，長幼，尊卑」的傳統社會等級制度帶來衝擊。侈靡之風亦刺激人們的慾望，為了滿足私慾而以貪污納賄為手段，破壞了嘉靖以前淳厚的政治風氣，導致貪污成風，而貪黷之風又倒過來刺激社會風氣，使其更趨奢靡。
嘉靖年间戴璟在广东进行的驿递制度改革，戴璟的改革是明代驿递制度改革的先驱。

## 后续
嘉靖帝去世后，先后是隆庆帝和万历帝在位，期间张居正逐步掌握大权，开始了张居正改革。而张居正改革正是效法嘉靖帝前期革新措施，张居正的施政特点就是恢复有益于时政的嘉靖革新措施，所以说，张居正改革是嘉靖革新的余波或者说张居正是嘉靖革新的继承者。特别是“一条鞭法”也是嘉靖前期改革的产物，由桂萼创建，被张居正很好的加以改进。甚至有人提出“隆万大改革”和“嘉隆万改革”的观点。

## 评价

### 現代評價
嘉靖革新持续了近二十年，同时文化和科技领域空前繁荣，优秀文学作品和杰出人物大量涌现，「天下翕然称治」。后史誉之谓「中兴时期」。通过嘉靖帝的革新，在较大程度上清除了明朝百余年的积弊，从根本上确立了全新的人事格局，彻底解决了杨廷和集团卷土重来的可能性，使嘉靖一朝时期因此避免了宋朝历史上新旧党争所导致的政局混乱。还可以通过明朝新君即位诏书所列前朝弊政款数的变化就可说明其革新所取得的效果，嘉靖帝时期的弊政远远低于前后诸帝。
作家张嵚認為，嘉靖帝以其圆熟的政治手段，成功的制造了一个国富民强、文化繁荣的大明帝国。以帝王业绩论，相当出色。

### 历代评价
- 当时的河南道御史刘安说：“今明天子综核于上，百执事振于下，丛蠹之弊，十去其九，所少者元气耳。[參⁠ 28]”
- 万历帝时期的内阁首辅张居正说：“臣等幼时，犹及见提学官多海内名流，类能以道自重，不苟徇人，人亦无敢干以私者。士习儒风，犹为近古。[參⁠ 29]”；“(世宗)躬秉圣资，出抚兴运，刬奸剔蠹，丕举王纲，立极建中，,肇修人纪。凡诸大政令之因革，大典礼之制作，咸稽谋于天，会通古今，经画自心，毅然独断，一洗俗吏牵迹，经生守文之陋。……君臣奔走以受成，万姓倾心而向化。卒之幽明协顺，中外敉宁，声教暨于交南，威灵于穷朔。盖举我太祖、成祖丕造之光烈,而觐扬之巍巍乎，盛矣![參⁠ 30]”
- 《张居正集》记载：
  - 《张居正集·卷10·<议外戚子弟恩殷疏>》：“正德年间，政体紊乱。至世宗皇帝以聪明至入继大统，将以前弊正一切改正，以复我祖宗之旧，正今日所当遵守者。”
  - 《张居正集·卷38·<文集十>》:“世庙承正德群奸乱政之后，又用威以振之，恢皇纲，饬法纪，而国家神气为之再扬。”
  - 《张居正集》:“正德年间, 政体紊乱。至世宗皇帝以聪明至圣入继大统，将以前弊政一切改正，以复我祖宗之旧，正今日所当遵守者。”；“世庙承正德群奸乱政之后，又用威以振之，恢皇纲，饬法纪，而国家神气为之再扬。”；“世宗禁革外戚封爵, 乃“超世之见，同符二祖，非近代帝王所能仿佛其万一者。”；“振耀前猷，茂恢令绪，德总百王，规摹万世。以永凝佑命，启昌期，曷有纪极!” ；“臣等窃以为我皇上当英妙之龄, 事事皆祗先猷, 宪章烈祖。则太祖定制与世祖圣谕, 正宜仰稽而效法者。”；“世祖天纵聪明，继统之后二十年间励精图治，孜孜问学，其英谟睿断，诚有非前代帝王所能及者。”；“乞敕下都察院，查照嘉靖初年所定宪纲事理，再加申饬，秉持公论，振扬风纪，以佐皇上明作励精之治，庶体统正，朝廷尊，而下有法守矣。”
- 《明世宗实录》：“躬秉圣资, 出抚兴运, 铲奸剔蠹, 丕举王纲, 肇修人纪。……盖我成祖丕造之光烈, 而觐扬之巍巍乎, 盛矣!”；“（张璁）刚明峻洁、一心奉公、慷慨任事、不避嫌怨。其署都察院，不经岁而一时风纪肃清，积弊顿改；在内阁，自以受上特知，知无不言。密谋庙议，即同事诸臣多不与闻者。于是，清勋戚庄田，罢镇守内臣，百吏奉法，苞苴路绝，而海内称治矣。……终嘉靖之世，语相者，迄无若孚敬。”
- 《万历野获编》：江陵于世宗实录极推许永嘉，盖其材术相似，故心仪而托之赞叹。
- 倪绾所著《群谈采余·卷6》中说道：“公（张璁）厘革夙弊，力除镇守各局，并裁酌一切军民利病，我朝之治，聿然中兴。世称相业风节。”
- 隆庆年间进士李乐对嘉靖前期革除镇守中官的积极作用给予的评价，言道：“世宗皇帝继统，年龄虽小，英断夙成，待此辈不少假借。又得张公孚敬以正佐之，尽革各省镇守内臣，司礼监不得干预章奏。往瑾时，公卿大臣相见，无敢抗礼，甚有拜伏者。自张公当国，司礼以下各监局巨珰，见公竦息敬畏，不敢并行并坐，至以“张爷”呼之，不动声色，而潜消其骄悍之心。盖自汉唐宋元以来，宦官敛戢，士气得伸，国体尊严，未有如今日者，诚千载一时哉！[參⁠ 31]”
- 明代史学家何乔远《名山藏》总结嘉靖前期“励精化理，湔濯海内观听，挈清政本，杜塞旁落，奋武揆文，网罗才实。至于稽古礼典，取次厘毖一切，创必表章，轶往宪来，赫然中兴，多孚敬（张璁）所翼赞”[參⁠ 32]。
- 谈迁在《国榷》中说：“厘革积习，诚雄主也”；“以严驭吏、以宽治民；以经术为师，以法律为辅；以严明修内治，以安静治边防。”